# Cestrum cordatum
Cestrum cordatum är en potatisväxtart som beskrevs av Heinrich Wilhelm Schott och Sendt. Cestrum cordatum ingår i släktet Cestrum och familjen potatisväxter. Inga underarter finns listade i Catalogue of Life.